# Зелене Поле (Волноваський район)
Зеле́не По́ле — село Великоновосілківської селищної громада Волноваського району Донецької області в Україні.

## Загальні відомості
Відстань до центру громади становить близько 18 км і проходить автошляхом місцевого значення.
Землі села межують із територією с. Темирівка Пологівського району Запорізької області.
Знищене російськими обстрілами село тепер стоїть пусткою. Будинки мирних жителів більше не придатні для проживання, паркани розтрощені, вулиці всіяні уламками від снарядів. З місцевих залишилися лише тварини, які бродять селом і живуть у покинутих будівлях.

## Історія
Зелене Поле засноване вихідцями з сусіднього села Нескучного у 1926 році.

## Населення
За даними перепису 2001 року населення села становило 578 осіб, із них 87,02 % зазначили рідною мову українську, 11,25 % — російську та 0,17 % — німецьку мову.